# Анна Пруска (1836–1918)
Мария Анна Фридерика Пруска (на немски: Marie Anne Friederike Prinzessin von Preußen; * 17 май 1836 в Берлин; † 12 юни 1918 във Франкфурт на Майн) е принцеса от Прусия и чрез женитба ландграфиня на Хесен-Касел-Румпенхайм и от 1875 г. на Хесен-Касел. Тя става католичка.
Тя е малката дъщеря на принц Карл Пруски (1801 – 1883) и съпругата му принцеса Мария фон Саксония-Ваймар-Айзенах (1808 – 1877), дъщеря на велик херцог Карл Фридрих фон Саксония-Ваймар-Айзенах (1783 – 1853) и руската велика княгиня Мария Павловна (1786 – 1859).
Анна Пруска умира на 82 години на 12 юни 1918 г. във Франкфурт на Майн. Погребана е на 17 юни в подарена от нея църква „Св. Антониус“ (1899/1900).

## Фамилия
Анна Пруска се омъжва на 26 май 1853 г. на 17 години в дворец Шарлотенбург при Берлин за 32-годишния ландграф Фридрих Вилхелм Георг Адолф фон Хесен-Касел (* 26 ноември 1820, Касел; † 14 октомври 1884, Франкфурт на Майн), единственият син на ландграф Вилхелм фон Хесен-Касел-Румпенхайм (1784 – 1854) и принцеса Луиза Шарлота Датска (1789 – 1864). Тя е втората му съпруга. Те имат шест деца:
- Фридрих Вилхелм Николаус Карл фон Хесен-Касел (* 15 октомври 1854, Копенхаген; † 14 октомври 1888), удавен по пътя за Батавия-Сингапур, неженен
- Елизабет Шарлота Александра Мария Луиза фон Хесен-Касел (* 13 юни 1861, Копенхаген; † 7 януари 1955, Десау), омъжена на 26 май 1884 г. във Филипсруе близо до Ханау за наследствен принц Леополд Фридрих Франц Ернст фон Анхалт-Десау (* 18 юли 1855, Десау; † 2 февруари 1886, Кан)
- Александер Фридрих Вилхелм Албрехт Георг фон Хесен-Касел (* 25 януари 1863, Копенхаген; † 26 март 1945, Фронхаузен ан дер Лан), женен на 25 март 1925 г. във Франкфурт на Майн за фрайин Гизела Щокхорнер фон Щарайн (* 17 януари 1884, Манхайм; † 22 юни 1965, Фрайбург им Брайзгау), няма деца
- Фридрих Карл Лудвиг Константин фон Хесен-Касел (* 1 май 1868, дворец Панкер, Холщайн; † 28 май 1940, Касел), 1918 г. номинален крал на Финландия, женен на 25 януари 1893 г. в Берлин за принцеса Маргарета Беатриса Феодора Пруска (* 22 април 1872, Потсдам; † 22 януари 1954, Шьонбург до Кронберг, Таунус), има шест сина
- Марие-Поликсена Олга Виктория Дагмар Анна фон Хесен-Касел (* 29 април 1872, Панкер; † 16 август 1882, Кил)
- Сибила Маргерита Маргарета Криста Тира Хедвиг Катерина фон Хесен-Касел (* 3 юни 1877, дворец Панкер; † 11 февруари 1953, Висбаден), омъжена на 3 септември 1898 г. във Франкфурт на Майн за фрайхер Фридрих Александер Хенри Роберт Карл Алберт фон Финке (* 24 юли 1867, Цеезен; † 31 декември 1925, Висбаден)